# Heliconius eratonia
Heliconius eratonia är en fjärilsart som beskrevs av Otto Staudinger 1896. Heliconius eratonia ingår i släktet Heliconius och familjen praktfjärilar. Inga underarter finns listade i Catalogue of Life.